# (270588) Laurieanderson
(270588) Laurieanderson est un astéroïde aréocroiseur. Découvert par le programme NEAT en 2002, il possède une orbite caractérisée par un demi-grand axe de 2,33 au, une excentricité de 0,35 et une inclinaison de 6,1 degrés par rapport à l'écliptique.
Son nom rend hommage à l'artiste expérimentale Laurie Anderson.